# 貨物

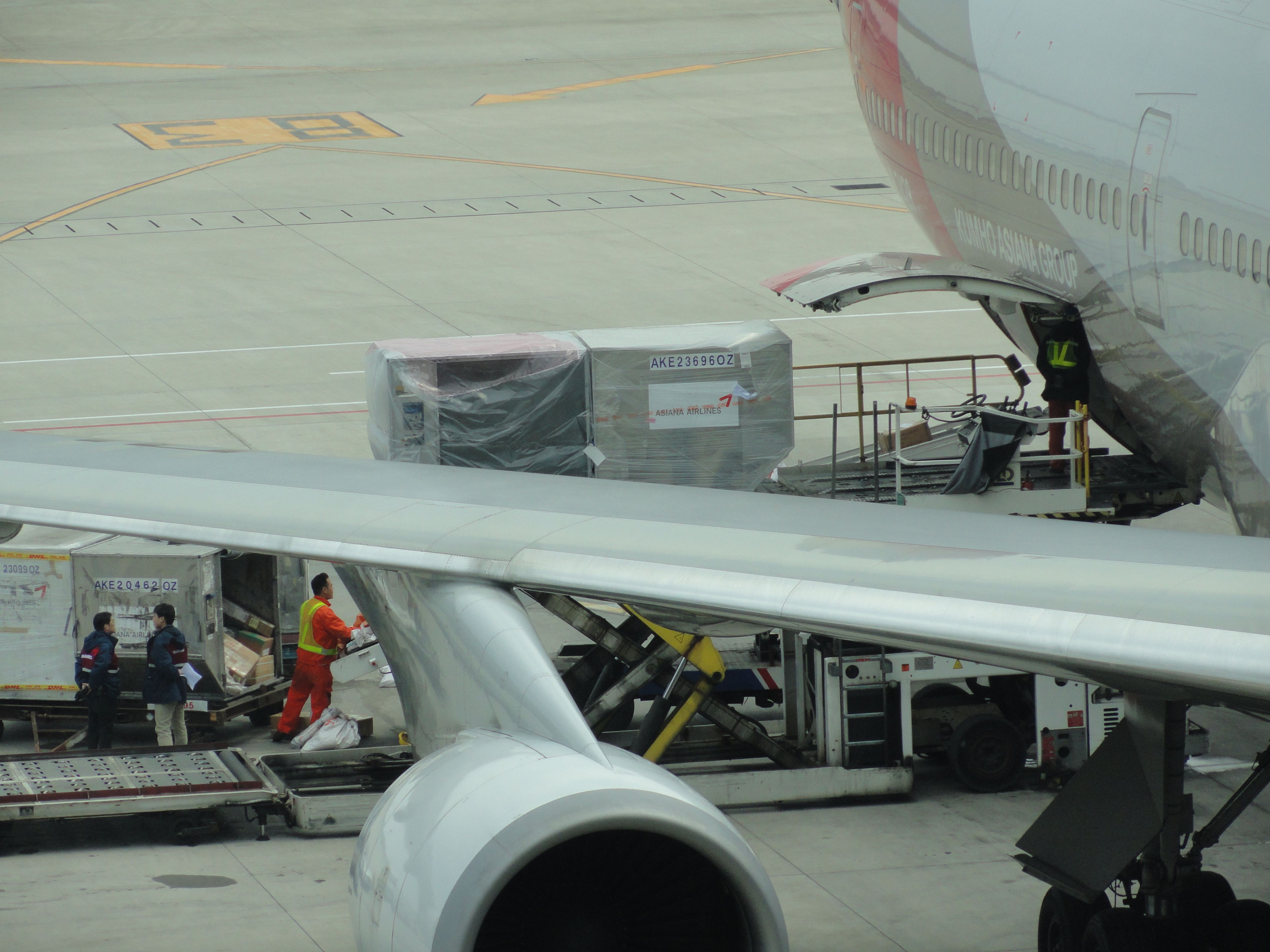
一架正在装载航空包裹的飞机

货物，也称货品，指一切被运输的原料、材料、工农业产品、商品。货物可以通过人、畜或着车、船、飞机来运输。

## 定义
一般来说，物品不能用于贸易，属于自用范畴，而货物具有贸易性质，属于商品。
- 选港货物：是指装船前制定两个或两个以上的卸货港、货主在一定时限前确定在其中某个港口卸下的货物。
- 联运货物：是指按照统一的规章或协议，使用同一份运输票据，中途换装他种运输工具，继续运输至目的港的货物。
- 零星货物：又称零担货物。是指批量较小的货物。一张货物运单的托运量不满30t。通常班轮运输的货物，多属零星货物。

## 分类
货物可分为进口货物、出口货物和其他进出境货物三类。
- 易腐货物在运输、保管过程中须保持一定低温，以防腐烂、变坏，分动物性和植物性两大类。

## 包装
货物在运输前需要包装，以防止发生破损变形、化学变化或受到污染，还有利于提高运输效率。包装分为销售包装和运输包装两大类。按包装技术方法，包装可分为缓冲包装、防潮包装、防锈包装、收缩包装、充气包装、灭菌包装、贴体包装、组合包装和集合包装等。

## 运输

### 运输方式
- 人力运输
- 畜力运输是利用役用動物来運輸货物。

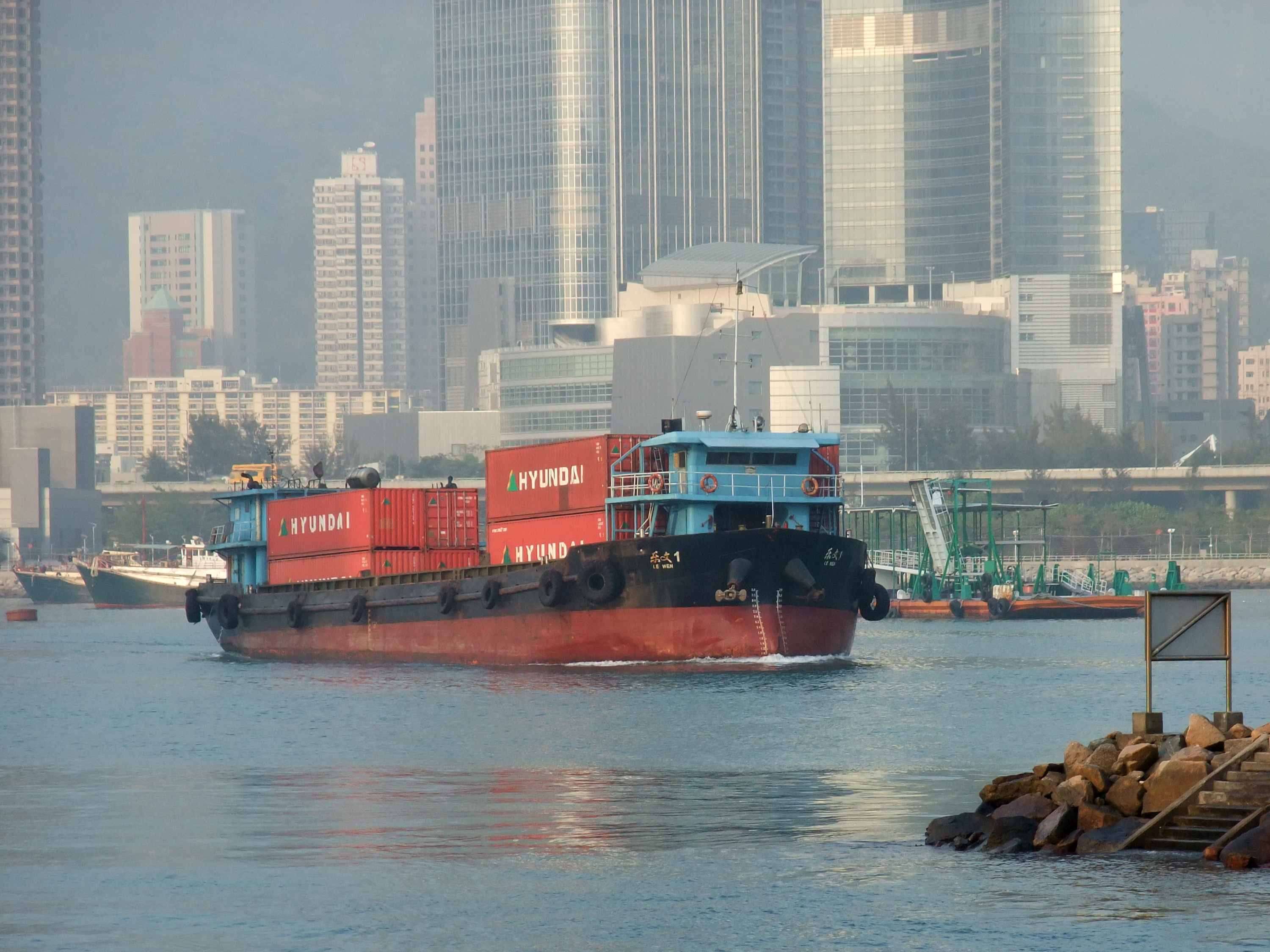
一艘駛經藍巴勒海峽的貨船

- 航运：人们针对不同的货物设计了专门的货船。如散货船运输谷物、煤、矿砂、水泥等，集装箱船运输集装箱，滚装船运输车辆。液货船用来运送液体，包括油轮运输原油或成品油，液化天然气载运船运输液化天然气。港口可以实现货物的装卸。
- 航空货物（英语：Air cargo）是经飞机运输的货物，包括航空包裹、航空邮件[4]。从事货物运输的航空公司被称为货运航空公司。
- 铁路运输是通过货物列车来运输货物。
- 道路运输是载货汽车来运输货物。《国际道路运输安全货物系固指南》载明了固定货物的相关实用建议[5][6]。
- 管道运输是采用管道输送货物，而货物通常是液体和气体。

### 运输保险
- 货物运输保险承保货物在运输过程中遭遇的自然灾害和意外事故而遭受的损失，主要包括国内货物运输保险和海上货物运输保险两种。